# Kanapagaru, Sagar
Kanapagaru là một làng thuộc tehsil Sagar, huyện Shimoga, bang Karnataka, Ấn Độ.